# Никола Боев (офицер)
Никола Христов Боев  е български офицер, генерал-майор.

## Биография
Никола Боев е роден на 30 януари 1895 година в София. През 1915 година завършва Военното на Негово Величество училище и на 25 август е произведен в чин подпоручик. Взема участие в Първата световна война (1915 – 1918), като на 30 май 1917 г. е произведен в чин поручик, а след войната на 1 май 1920 г. в чин капитан. През 1929 г. е назначен на служба в 4-ти дивизионен артилерийски полк, на 15 май 1930 г. е произведен в чин майор, а през 1933 г. е назначен на служба в Артилерийската инспекция. На 26 август 1934 г. е произведен в чин подполковник, след което през 1935 г. е назначен за командир на 4-ти дивизионен артилерийски полк. През 1936 г. е назначен на служба в 9-и дивизионен артилерийски полк, на 30 октомври 1938 г. е произведен в чин полковник, след което през 1939 г. отново е поема командването в 4-ти дивизионен артилерийски полк, на която служба е до 1941 г., когато става командир на 15-a пехотна охридска дивизия. През следващата година и назначен за командир на 6-a пехотна бдинска дивизия, от състава на 5-a армия. На 16 октомври 1943 година излиза в запас.

## Военни звания
- Подпоручик (25 август 1915)
- Поручик (30 май 1917)
- Капитан (1 май 1920)
- Майор (15 май 1930)
- Подполковник (26 август 1934)
- Полковник (30 октомври 1938)
- Генерал-майор (6 май 1943)